# Schuilkerk (Ouddorp)
De Schuilkerk of Vermaning is een voormalig kerkgebouw van de doopsgezinden en een rijksmonument aan de Weststraat in Ouddorp, in de Nederlandse provincie Zuid-Holland. Het gebouw is in 1598 gebouwd als woonhuis en in 1620 in gebruik genomen als schuilkerk. Eeuwenlang waren in Ouddorp slechts twee kerken, de Hervormde dorpskerk en de Doopsgezinde kerk. In de 16e en 17e eeuw mochten Doopsgezinden hun godsdienst niet zichtbaar uitoefenen en om die reden zijn veel zogenaamde Schuilkerken ontstaan. Naast het gebouw is een poort, het Nicodemuspoortje, de toegang tot het kerkje. De eerste predikant van de Doopsgezinden was in 1638 ene Stoffel Kole.
Tussen 1987 en 1991 groeide het aantal leden (dat jarenlang stabiel was gebleven), van 19 naar 73. Besloten werd tot de bouw van een nieuw kerkgebouw. De gemeente van Ouddorp is een van de weinige Doopsgezinde gemeenten die nog groei vertonen en telt tegenwoordig enige honderden leden. Na het vertrek uit de Schuilkerk in 1992 werd in het pand een modezaak gevestigd. Het oude kerkinterieur is echter bijna geheel intact gelaten.